# Nina Andrycz
Nina Andrycz (Brėst, 11 novembre 1912 – Varsavia, 31 gennaio 2014) è stata un'attrice polacca.

## Biografia
Nina Andrycz iniziò gli studi di storia all'Università di Varsavia e poi diritto all'Università di Vilnius. Tuttavia, non completò i suoi studi e iniziò a studiare recitazione presso l'Istituto statale di arti teatrali di Varsavia (Państwowy Instytut Sztuki Teatralnej). Nina Andrycz divenne nota soprattutto per i suoi spettacoli teatrali. Tra gi altri, interpretò il ruolo della regina nei drammi Don Karlos di Friedrich Schiller e Maria Stuart di Juliusz Słowacki. Dagli anni Cinquanta iniziò anche a lavorare per il cinema.
Nel 1996 è stato realizzato un film documentario su Nina Andrycz.

## Vita privata

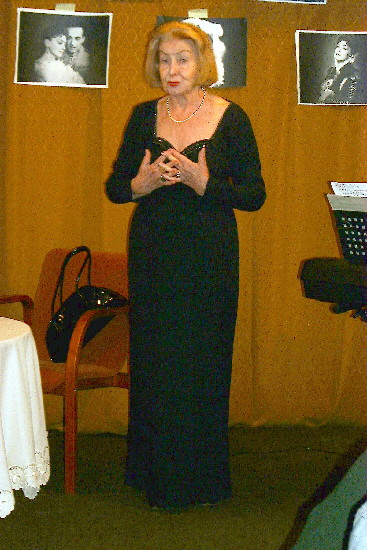
Nina Andrycz negli anni Duemila

Nina Andrycz è stata sposata con l'allora primo ministro polacco e poi presidente del Consiglio di Stato, Józef Cyrankiewicz, dal 1947 al 1968.

## Filmografia parziale
- Warszawska premiera, regia di Jan Rybkowski (1950)
- Contratto (Kontrakt), regia di Krzysztof Zanussi (1980) -film per la televisione
- Col cuore in mano (Serce na dłoni), regia di Krzysztof Zanussi (2008)

## Riconoscimenti
- Ordine della Bandiera del lavoro di II classe (1949)
- Ordine della Bandiera del lavoro di I classe (1959)
- Medaglia Gloria Artis (2008)